# Lena Jeger
Lena May Jeger, baronne Jeger, née le 19 novembre 1915 à Yorkley (en) dans le Gloucestershire et morte le 26 février 2007 à Londres, est une parlementaire et journaliste britannique, membre du Parti travailliste. 

## Biographie
Lena Jeger est députée pour la circonscription de Holborn and St Pancras South de 1953 à 1959 puis de 1964 à 1979. En 1979, elle est nommée pair à vie avec le titre de baronne Jeger, ce qui l'autorise à siéger à la Chambre des lords. 